# Anything Goes (Brad Mehldau-album)
Anything Goes från 2004 är ett musikalbum med Brad Mehldau Trio.

## Låtlista
1. Get Happy (Harold Arlen/Ted Koehler) – 9:47
2. Dreamsville (Henry Mancini/Jay Livingston/Ray Evans) – 5:03
3. Anything Goes (Cole Porter) – 7:08
4. Tres Palabras (Osvaldo Farrés) – 5:01
5. Skippy (Thelonious Monk) – 5:25
6. The Nearness of You (Hoagy Carmichael/Ned Washington) – 6:43
7. Still Crazy after All These Years (Paul Simon) – 5:22
8. Everything in Its Right Place (Radiohead) – 6:56
9. Smile (Charlie Chaplin/John Turner/Geoffrey Parsons) – 6:49
10. I've Grown Accustomed to Her Face (Frederick Loewe/Alan Jay Lerner) – 4:49

## Medverkande
- Brad Mehldau – piano
- Larry Grenadier – bas
- Jorge Rossy – trummor

## Listplaceringar
| Lista (2004) | Topplacering |
| ------------ | ------------ |
| Belgien      | 89           |
| Frankrike    | 55           |